# Sitna
Sitna é o segundo dos dois poços perfurados pelos pastores de Isaque, a causa de mais "inimizade" com os pastores do Gerar (Gênesis 26:21, aproxima-se de "Isto é, a inimizade"). O lugar preciso é desconhecido, mas Palmer (FIPs, 1871) encontra uma repercussão do nome em Shutnet er Rucheibeh, o nome de um pequeno vale perto Rucheibeh.